# Алцек (нунатак)
Вижте пояснителната страница за други значения на Алцек.
Алцек (на английски: Altsek Nunatak) е скалист хълм на остров Гринуич, Антарктика. Получава това име в чест на кан Алцек и село Алцек в Област Добрич през 2005 г.

## Описание
Издига се на височина от 170 m в ледника Мургаш, Дряновските възвишения. Простира се на 1,96 km североизточно от Йордан Йовков нос, 970 m източно от нунатак Котраг, 740 m от хълм Лойд, 1,6 km запад-северозапад от рида Тиле и на 2,5 km север-северозапад от нос Каспичан.

## Картографиране
Българско топографско проучване: Тангра 2004/05. Българско картографиране от 2009 г.

## Карта
- L.L. Ivanov et al, Antarctica: Livingston Island, South Shetland Islands (from English Strait to Morton Strait, with illustrations and ice-cover distribution), 1:100000 scale topographic map, Antarctic Place-names Commission of Bulgaria, Sofia, 2005
- L.L. Ivanov. Antarctica: Livingston Island and Greenwich, Robert, Snow and Smith Islands. Scale 1:120000 topographic map. Troyan: Manfred Wörner Foundation, 2009.